# اودو کلوگ
اودو کلوگ (انگلیسی: Udo Klug; ۲۸ ژوئیهٔ ۱۹۲۸ – ۳ اکتبر ۲۰۰۰) بازیکن فوتبال اهل آلمان بود.
از باشگاه‌هایی که در آن بازی کرده‌است می‌توان به باشگاه فوتبال اف‌اس‌وی فرانکفورت اشاره کرد.